# Sinziger Linde

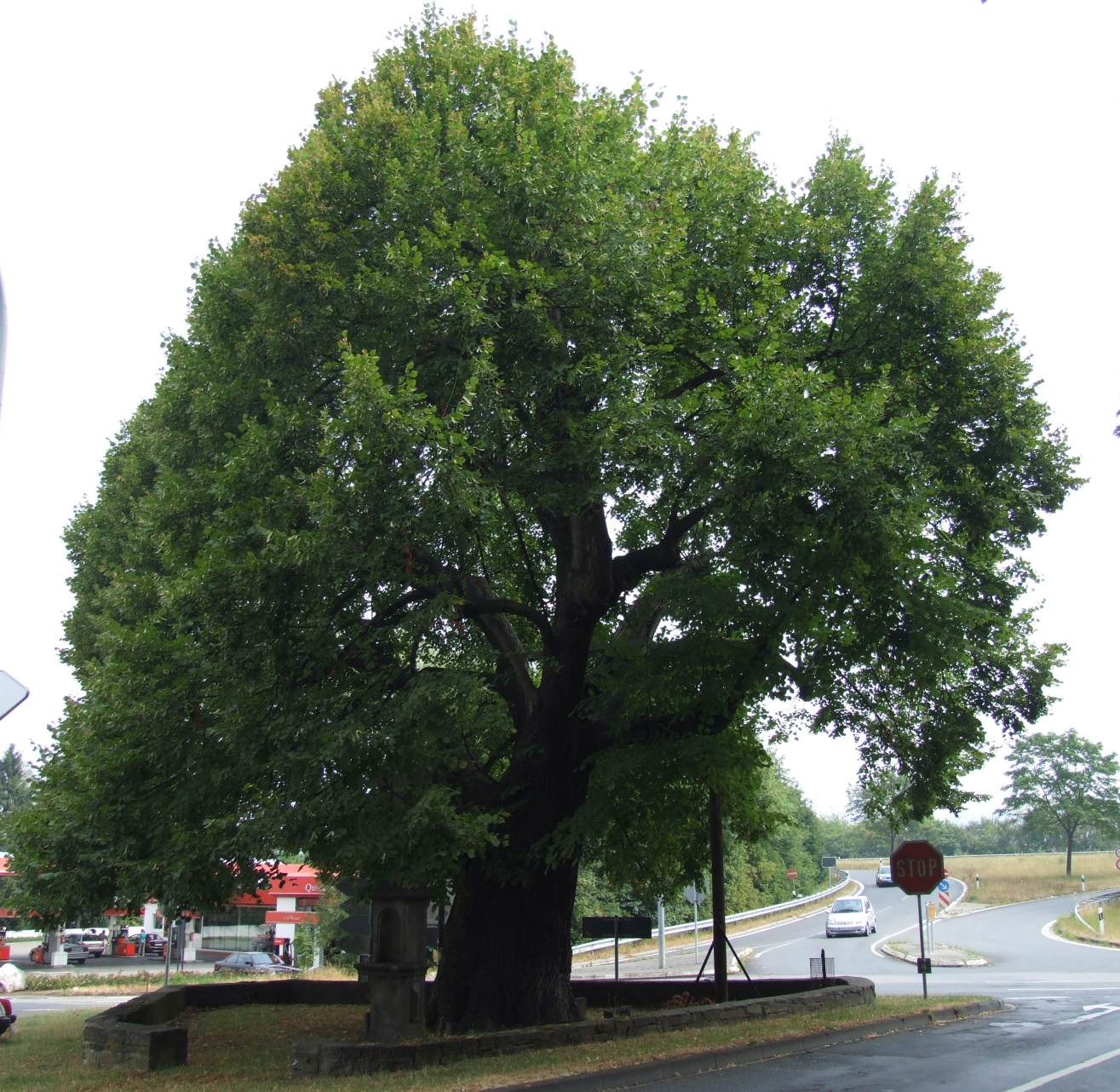
Sinziger Linde, 2006

Die Sinziger Linde ist ein Baum in Sinzig am Mittelrhein, der das Ortsbild der Ortschaft prägt.
Die Linde steht an der Einmündung der Koblenzer Straße in die Lindenstraße; gepflanzt wurde sie etwa 1550. Im Jahr 1952 ist der Baum als Naturdenkmal anerkannt worden. 2000 drohte der Linde die Fällung, da sie nach Ansicht der Kreisverwaltung Ahrweiler die Verkehrssicherheit gefährde. Der im gleichen Jahr gegründete Förderverein Naturdenkmal Sinziger Linde machte sich zum Ziel, diese Fällung zu verhindern.
Im Juli 2009 betrug der Stammumfang in einem Meter Höhe 5,46 m.